# Saint-Thomas (Québec)
Pour les articles homonymes, voir Saint-Thomas.
Saint-Thomas est une municipalité du Québec (Canada) située dans la municipalité régionale de comté (MRC) de Joliette et la région administrative de Lanaudière.

## Histoire
Fondé sur le territoire des seigneuries d'Autray et de La Noraye, achetées par James Cuthbert, un des aides de camp du général Wolfe, Saint-Thomas est constituée en paroisse le 15 novembre 1838 et érigée en village le 1er juillet 1855, la paroisse est nommée en l’honneur du curé de Sainte-Élisabeth, Thomas-Léandre Brassard.

## Géographie
La rivière la Chaloupe délimite le nord-ouest de la municipalité puis la traverse vers le nord-est.
La rivière L'Assomption, qui coule vers le sud-est, délimite le sud-ouest de la municipalité.
À partir de son crénon, au sud de la ville, le ruisseau du Point du Jour coule vers sa confluence avec la rivière L'Assomption au sud-ouest.
La rivière Saint-Joseph délimite le sud-est de la municipalité du sud-ouest au nord-est.

## Démographie
| 1991  | 1996  | 2001  | 2006  | 2011  | 2016  | 2021  |
| ----- | ----- | ----- | ----- | ----- | ----- | ----- |
| 2 748 | 2 987 | 2 915 | 2 861 | 3 193 | 3 249 | 3 496 |

## Administration
Les élections municipales se font en bloc et suivant un découpage de six districts.
| Saint-Thomas Maires depuis 2005                                                                                      |                 |         |          |
| Élection | Maire           | Qualité | Résultat |
| 2005 | René Vincent    |         | Voir     |
| 2009 | René Vincent    | Voir    |          |
| n/d | Marc Corriveau  |         | Voir     |
| 2013 | Marc Corriveau  | Voir    |          |
| 2017 | Marc Corriveau  | Voir    |          |
| 2021 | André Champagne |         | Voir     |
| Élection partielle en italique Depuis 2005, les élections sont simultanées dans toutes les municipalités québécoises |                 |         |          |

## Jumelage
La municipalité est jumelée à La Roque-Gageac une commune de la Dordogne, en France.

## Géographie
La ville est traversée par la rivière Chaloupe. La rivière Saint-Joseph (Lanoraie) débute dans la partie Est du territoire.

## Éducation
La Commission scolaire Sir Wilfrid Laurier géré des écoles anglophones:
- École primaire Joliette à Saint-Charles-Borromée[5]
- École secondaire Joliette à Joliette[6]